# Conus arenosa
Conus arenosa é uma espécie de gastrópode do gênero Conus, pertencente à família Conidae.